# 伊丹屋
伊丹屋（いたみ や）は、歌舞伎役者の屋号。由来は未詳。
伊丹屋の代表的な名跡には以下のものがある。なお参考までに定紋も併せて記した。
| 屋号            | 名跡                         | 定紋                 | 定紋 | 備考                              |
| --------------- | ---------------------------- | -------------------- | ---- | --------------------------------- |
| いたみや 伊丹屋 | あらし きつさぶろう 嵐橘三郎 | みつ たちばな 三つ橘 |      | 初代は岡嶋屋                      |
| いたみや 伊丹屋 | あらし りかん 嵐璃寛         | みつ たちばな 三つ橘 |      | 初代は岡嶋屋、 三代目以降は葉村屋 |
| いたみや 伊丹屋 | あらし とくさぶろう 嵐德三郎 | みつ たちばな 三つ橘 |      | 初代は岡嶋屋、 三代目以降は葉村屋 |